# Linda Riedmann
Linda Riedmann (Karbach, 23 de marzo de 2003) es una deportista alemana que compite en ciclismo en la modalidad de ruta. Ganó una medalla de oro en el Campeonato Europeo de Ciclismo en Ruta de 2022, en la prueba de contrarreloj por relevos mixtos sub-23.

## Medallero internacional
| Campeonato Europeo | Campeonato Europeo | Campeonato Europeo | Campeonato Europeo                     |
| Año                | Lugar              | Medalla            | Competición                            |
| ------------------ | ------------------ | ------------------ | -------------------------------------- |
| 2022               | Anadia (Portugal)  | Medalla de oro     | Contrarreloj por relevos mixtos sub-23 |